# Ecliptopera thalycra
Ecliptopera thalycra är en fjärilsart som beskrevs av Louis Beethoven Prout 1928. Ecliptopera thalycra ingår i släktet Ecliptopera och familjen mätare. Inga underarter finns listade i Catalogue of Life.